# Моминьи
Моминьи (фр. Momignies) — город и коммуна в Бельгии.
Город Моминьи находится на юго-западе Бельгии, на территории провинции Эно, у самой границы с Францией. На восток от Моминьи находится бельгийская коммуна Шиме, на запад — французские департаменты Арденны и Нор. Кроме городка Моминьи, в состав коммуны входят местечки Макон, Монсо-Имбреши, Маквенуаз, Бьювельз, Форг-Филипп и Селуань.